# Gorgonia eximia
Gorgonia eximia är en korallart som först beskrevs av Addison Emery Verrill 1868.  Gorgonia eximia ingår i släktet Gorgonia och familjen Gorgoniidae. Inga underarter finns listade i Catalogue of Life.